# Polystichum oblanceolatum
Polystichum oblanceolatum är en träjonväxtart som beskrevs av H.He och Li Bing Zhang. Polystichum oblanceolatum ingår i släktet Polystichum och familjen Dryopteridaceae. Inga underarter finns listade.